# Somatisk embryogenes
Somatisk embryogenes (SE) är en process i vilken ett embryo eller en planta ursprungligen kommer från en enda somatisk cell eller grupp av somatiska celler. SE är en in vitro-teknik där somatiska embryon produceras med solida eller flytande näringsmedier som innehåller växthormoner. Som pionjärer under 1980-talet lyckades forskare från Uppsala universitet och University of Saskatchewan med att producera somatiska embryon från ett granfröembryo. Protokoll för metoden finns idag utvecklade för många olika växter.
Teknologin används i stor utsträckning inom forskning, men har även potential att massföröka plantor som har värdefulla genetiska egenskaper.

## Betydelse inom växtskydd
Granplantor framtagna med somatisk embryogenes angrips inte lika ofta av snytbaggar som fröplantor enligt en vetenskaplig studie från Sveriges Lantbruksuniversitet och Skogforsk. Och när plantorna blev angripna var mängden gnag lägre i dessa fältförsök. Under själva processen att producera plantor med somatisk embryogenes används hormoner i höga halter. Det innebär en stress som liknar den som uppstår vid angrepp av skadegörare. Teorin är att det leder till att plantan har ett bättre försvar jämfört med fröplantorna eller kan reagera snabbare vid framtida angrepp.
Eftersom det troligen är själva processen vid förökningen som triggar igång försvarsförmågan kan detta ha betydelse för växtskyddet inom många olika områden.  Till exempel används metoden vid odling av bananer, kakao, vindruvor och även andra barrträd som lärk. 